# Rainbow Studios
Rainbow Studios Inc. — американская компания-разработчик компьютерных игр, известная своими симуляторами гонок по бездорожью. Основана в 1995 году. Первоначально делала рельсовые шутеры, такие как их первая игра под названием The Hive, в 1998 году компания создала Motocross Madness для Microsoft Windows. С тех пор компания переключилась на создание автосимуляторов. Изначально независимая, компания была поглощена THQ в 2001 году, а после банкротства первой была куплена Nordic Games (ныне — THQ Nordic) в 2013 году. В 2024 году компания отделилась от THQ Nordic и вновь стала независимой.

## История компании
Rainbow Studios, изначально называвшаяся Rainbow Multimedia Group, была основана Эрлом Джарредом в 1986 году. В 1992 году компания решила сосредоточиться на выпуске видеоигр, в связи с чем она была переименована в Rainbow Studios. 8 ноября 2001 года издатель видеоигр THQ объявил о личном решении приобрести эту студию. Соглашение о слиянии было подписано между двумя компаниями 21 декабря 2001 года, сделка была завершена 3 января 2002 года.
В 2005 году Джарред вместе с вице-председателем Джеффом Падденом и сотрудниками Риком Балтманом и Роббом Ринардом покинул Rainbow Studios и основал новую студию по производству видеоигр 2XL Games. Ещё три ветерана Rainbow Studios — Брэд Руминер, Деннис Бут и Гленн О’Бэннон — в апреле 2008 года отпочковались от Rainbow и объявили о создании своей студии TimeFly Studios.
В середине апреля 2008 года Rainbow Studios уволила команду из 30 человек, работавших над неназванной игрой. Поскольку команда составляла «меньшинство» в достаточно большой структуре студии, разработка игры была продолжена, даже несмотря на сокращение штата. Дальнейшие увольнения были спровоцированы в ноябре 2008 — феврале 2009 года в рамках более масштабной реструктуризации THQ. Чтобы продвинуть идею THQ о цифровом распространении игр как части своего основного портфолио, с 3 февраля Rainbow Studios и дочерняя студия Juice Games были переименованы в THQ Digital Studios Phoenix и THQ Digital Studios Warrington соответственно. В результате реструктуризации обе студии в совокупности потеряли 60 сотрудников.
9 августа 2011 года THQ объявила, что в рамках ещё одной крупной реструктуризации THQ Digital Studios Phoenix будет закрыта. Закрытие привело к сокращению 48 рабочих мест в студии Phoenix. THQ планировала сохранить на месте отдел обеспечения качества.
Позднее THQ подала заявление о банкротстве, и многие из её активов, включая разработанную Rainbow Studios франшизу MX vs. ATV, в 2013 году были проданы с аукциона издателю Nordic Games (позже известному как THQ Nordic). Поскольку Nordic Games планировала начать разработку новых игр для этой франшизы, компания решила возродить Rainbow Studios под прежним названием и на прежнем месте. О переезде было объявлено в декабре того же года, после чего новая Rainbow Studios начала нанимать людей, ранее работавших в старой компании, включая Кена Джорджа, Дэйва Дуайра, Майка Мамула, Брэда Боулинга, Скотта Хофмана, Джастина Уолша, Дэвида Кнудсена, и Криса Гилберта.
По состоянию на июнь 2019 года в Rainbow Studios работал 41 сотрудник.

## Разработанные игры
| Game title                       | Year released | Platform(s)                                                                | Notes                                                  |
| -------------------------------- | ------------- | -------------------------------------------------------------------------- | ------------------------------------------------------ |
| The Hive                         | 1995          | Microsoft Windows, PlayStation                                             | Первая игра компании                                   |
| Deadly Tide                      | 1996          | Microsoft Windows                                                          |                                                        |
| Ravage D.C.X                     | 1996          | Microsoft Windows                                                          |                                                        |
| Motocross Madness                | 1998          | Microsoft Windows                                                          |                                                        |
| Missile Command                  | 1999          | Microsoft Windows, PlayStation                                             |                                                        |
| Motocross Madness 2              | 2000          | Microsoft Windows                                                          |                                                        |
| ATV Offroad Fury                 | 2001          | PlayStation 2                                                              |                                                        |
| Splashdown                       | 2001          | PlayStation 2, Xbox                                                        |                                                        |
| Star Wars: Racer Revenge         | 2002          | PlayStation 2, PlayStation 3, PlayStation 4                                |                                                        |
| ATV Offroad Fury 2               | 2002          | PlayStation 2                                                              |                                                        |
| Splashdown 2: Rides Gone Wild    | 2003          | PlayStation 2, мобильные устройства                                        |                                                        |
| MX Unleashed                     | 2004          | Xbox, PlayStation 2                                                        |                                                        |
| MX vs. ATV Unleashed             | 2005          | PlayStation 2, Xbox, Microsoft Windows                                     | Первая игра в серии MX vs. ATV.                        |
| MX vs. ATV: On the Edge          | 2006          | PlayStation Portable                                                       |                                                        |
| Cars                             | 2006          | PlayStation 2 PlayStation 3 Xbox GameCube Wii Xbox 360                     |                                                        |
| Cars Mater-National Championship | 2007          | Microsoft Windows PlayStation 2 Wii PlayStation 3, Xbox 360                |                                                        |
| MX vs. ATV Untamed               | 2007          | PlayStation 2, PlayStation 3, PlayStation Portable, Xbox 360               |                                                        |
| Deadly Creatures                 | 2009          | Nintendo Wii                                                               |                                                        |
| MX vs. ATV Reflex                | 2009          | Nintendo DS, PlayStation 3, Xbox 360, Microsoft Windows, Cloud (OnLive)    |                                                        |
| Dood's Big Adventure             | 2010          | Nintendo Wii                                                               |                                                        |
| MX vs. ATV Alive                 | 2011          | PlayStation 3, Xbox 360                                                    |                                                        |
| MX vs. ATV Supercross            | 2014          | Microsoft Windows, Mac OS X, Linux, PlayStation 3, Xbox 360                | Первая игра в серии MX vs. ATV, изданная Nordic Games. |
| MX vs ATV All Out                | 2018          | Microsoft Windows, PlayStation 4, Xbox One                                 |                                                        |
| Monster Jam Steel Titans         | 2019          | Microsoft Windows, PlayStation 4, Xbox One, Nintendo Switch                |                                                        |
| Monster Jam Steel Titans 2       | 2021          | Microsoft Windows, PlayStation 4, Xbox One, Nintendo Switch                |                                                        |
| MX vs ATV Legends                | 2022          | Microsoft Windows, PlayStation 4, Xbox One, PlayStation 5, Xbox Series X/S |                                                        |